# Nicholas Thomas Elko
Nicholas Thomas Elko (Donora, 14 dicembre 1909 – Cincinnati, 18 maggio 1991) è stato un arcivescovo cattolico statunitense della Chiesa greco-cattolica rutena.

## Biografia
Monsignor Nicholas Thomas Elko nacque a Donora, una città ricca di industrie per la lavorazione dell'acciaio lungo il fiume Monongahela in Pennsylvania, il 14 dicembre 1909 da genitori ruteni immigrati.

### Formazione e ministero sacerdotale
Frequentò le scuole pubbliche e nel 1930 si laureò alla Duquesne University di Pittsburgh. Compì gli studi teologici presso il seminario greco-cattolico di Užhorod, in Cecoslovacchia (attualmente Ucraina), e presso l'Università cattolica di Lovanio, in Belgio.
Il 30 settembre 1934 fu ordinato presbitero per l'esarcato apostolico degli Stati Uniti d'America dei Ruteni nella chiesa greco-cattolica di San Nicola a McKeesport da monsignor Basil Takach. In seguito fu parroco in diverse parrocchie in tutto l'esarcato e direttore spirituale dell'Unione cattolica degli Stati Uniti, la più antica società di sussidi fraterni per gli immigrati ruteni e i loro discendenti nel paese. Servì anche nell'amministrazione dell'esarcato come decano del decanato di Cleveland, consultore e quindi protosincello. Nel 1952 papa Pio XII lo nominò prelato domestico con il titolo di reverendo monsignore. In quello stesso anno venne nominato rettore del nuovo seminario dell'esarcato, intitolato ai Santi Cirillo e Metodio. Nel 1954 il vescovo Daniel Ivancho lo nominò rettore della cattedrale di San Giovanni Battista. Appena tre mesi dopo, monsignor Ivancho si dimise improvvisamente e la Santa Sede nominò Elko, amministratore apostolico. Si racconta che abbia ricevuto la telefonata da Roma che lo informava della sua nomina mentre stava supervisionando i parrocchiani che lo stavano aiutando a ridipingere la canonica.

### Ministero episcopale
Il 5 febbraio 1955 papa Pio XII lo nominò vescovo titolare di Apolloniade. Ricevette l'ordinazione episcopale il 6 marzo successivo nella basilica di San Pietro in Vaticano dal cardinale Eugène Tisserant, decano del Collegio cardinalizio e segretario della Congregazione per le Chiese orientali, co-consacranti l'arcivescovo Pietro Sigismondi, segretario della Congregazione De Propaganda Fide, e il vescovo ausiliare di Ostia Pietro Villa. Fu il primo vescovo di rito bizantino nato negli Stati Uniti d'America. Il 5 settembre dello stesso anno il pontefice lo nominò esarca apostolico degli Stati Uniti d'America dei Ruteni.
La Chiesa greco-cattolica rutena, un tempo immigrata era, negli anni '50, in gran parte americana, e si modernizzò rapidamente fin dal periodo successivo alla seconda guerra mondiale. Il vescovo Elko cercò di coinvolgere la nuova generazione guidando il cambiamento all'interno dell'esarcato. Egli chiese immediatamente e ottenne il permesso da parte di Roma di consentire l'utilizzo dell'inglese, in aggiunta all'antico slavo ecclesiastico, per l'utilizzo nella celebrazione della divina liturgia.
Nel 1956 creò un nuovo settimanale, The Byzantine Catholic World. Il termine "cattolico bizantino" era relativamente nuovo. Iniziò infatti ad essere utilizzato negli anni '40, nel tentativo di chiarire l'identificazione rituale della Chiesa ai cattolici in maggioranza di rito latino, sostituendo la tradizionale denominazione europea di "greco-cattolico". Le radici della Chiesa erano storicamente "greche" nel senso che il cristianesimo arrivò tra gli slavi nel IX secolo grazie ai fratelli missionari Cirillo e Metodio. Il nuovo nome puntava a evocare la storia ancora più antica e gloriosa del cristianesimo orientale a Costantinopoli e nell'Impero bizantino.
L'amministrazione di Elko intraprese la costruzione di oltre cento chiese e scuole. Tuttavia, nello spirito del modernismo, Elko raccomandava che molte caratteristiche architettoniche bizantine tradizionali, come l'iconostasi o gli schermi di icone, fossero omesse o rimosse dalle chiese nuove o rinnovate. I suoi fedeli, in gran parte situati nel Nord-Est degli Stati Uniti, cominciarono a migrare anche verso l'Occidente. Elko incaricò quindi i sacerdoti di organizzazione la Chiesa anche lì e fondò nuove parrocchie in California e in Alaska.
Sin dal suo inizio nel 1924 come "esarcato apostolico degli Stati Uniti d'America per i fedeli del rito orientale (ruteni)", lo status organizzativo della Chiesa greco-cattolica americana di Elko era semplicemente quello di un territorio missionario con un'autonomia limitata. La patria di quella Chiesa era infatti l'Europa orientale, anche se era sottoposta alla persecuzione comunista dal 1946.
Il 6 luglio 1963 papa Paolo VI con la bolla Cum homines elevò l'esarcato apostolico in eparchia e cedette una porzione del suo territorio a vantaggio dell'erezione dell'eparchia di Passaic. Questa includeva gli stati orientali mentre l'Pittsburgh comprendeva il resto della nazione. Entrambe le giurisdizioni ottennero lo status canonico di eparchia, ovvero di diocesi completa. Monsignor Elko continuò a essere il gerarca più anziano e al nuovo eparca Stephen Kocisko fu assegnata la sede di Passaic.
Monsignor Elko venne nominato consultore della Congregazione per le Chiese orientali e partecipò al Concilio Vaticano II. Il 21 novembre 1964 papa Paolo VI emanò il decreto Orientalium Ecclesiarum. La nuova politica sottolineò la ricchezza delle Chiese di rito orientale e il rispetto per esse. Incoraggiò i cattolici di rito orientale a ritornare alle radici dei loro rituali distintivi e ad evitare la latinizzazione delle loro pratiche. Il decreto rincuorò i conservatori nella Chiesa bizantina e a molti sembrò un ripudio delle "riforme" di Elko, avvenute in particolare durante il boom edilizio degli anni precedenti.
Nel 1967, la popolarità di Elko all'interno della sua stessa Chiesa diminuì a causa del rapido cambiamento che portò i laici alla confusione circa le molte riforme del Vaticano II e lo stile di gestione autoritaria di monsignor Elko. Che fossero sacerdoti o laici, liberali o conservatori, molti nella Chiesa erano contrari alla leadership di Elko. Diverse petizioni vennero firmate e spedite a Roma. Il Vaticano, temeva dissensi e contrasti ancora maggiori di quelli vissuti negli anni '30, aventi ad oggetto i preti sposati.
Il 22 dicembre 1967 papa Paolo VI lo nominò arcivescovo titolare di Dara e lo trasferì a Roma. Fu incaricato di seguire le comunità greco-cattoliche di Roma e posto a capo della commissione ecumenica sulla liturgia. Padre Edward V. Rosack, cancelliere eparchiale, venne nominato amministratore apostolico temporaneo dell'eparchia di Pittsburgh.
Il Time riferì sulla situazione insolita, sottolineando che un "vescovo non è quasi mai separato dalla sua sede. Negli ultimi sette mesi, tuttavia, il rev. Nicholas T. Elko, vescovo di Pittsburgh, è stato a Roma, e i suoi superiori nella Chiesa gli hanno vietato di tornare nella sua diocesi. Il caso del vescovo Elko, che descrive la sua situazione di "esilio", getta una luce affascinante sugli attuali stress interni del cattolicesimo".
Tre anni dopo, la Santa Sede rimandò Elko in patria ma non nella sua Chiesa bizantina. Il 10 agosto 1971 papa Paolo VI lo nominò arcivescovo-vescovo ausiliare di Cincinnati. Fu il primo e unico vescovo di rito orientale a fungere da ausiliare di una circoscrizione di rito latino negli Stati Uniti d'America.
Il 16 aprile 1985 papa Giovanni Paolo II accettò la sua rinuncia all'incarico per raggiunti limiti di età.
Scrisse un romanzo storico che venne pubblicato postumo nel 1994 intitolato "White Heat Over Red Fire". Protagonista è Thomas Christophe, un giovane vescovo cattolico di rito orientale che lavora nell'Austria del dopoguerra. Il romanzo raccoglie molti degli intrighi degli anni della guerra fredda, le lotte della Chiesa nell'Europa orientale, i tentativi di riconciliare le Chiese cattolica e ortodossa e gli sconvolgimenti all'interno della Chiesa cattolica sulla scia del Vaticano II.
Nel 1987 l'arcivescovo Elko creò un'associazione benefica per l'invio di rosari nelle missioni. Chiamò il progetto "Rosaries around the world". Compilò un direttorio e una lettera tipo per accompagnare il dono ai missionari. Inviò centinaia di missive e ricevette una risposta incredibile. In un arco di tre anni vennero spediti oltre un milione di rosari e scapolari marroni e molti altri oggetti a missioni in tutto il mondo. Ricevette una lettera personale anche da parte di Madre Teresa di Calcutta. Ella ricevette migliaia di rosari per le sue case in tutto il mondo. Padre Malachia Brogan, un missionario francescano nelle Filippine scrisse questa frase: "Jim, i tuoi rosari si trovano ora nelle mani di chi prega, dei morenti e dei morti". Il fratello di monsignor Elko finanziò questo progetto e raccolse molte storie da condividere.
Morì a Cincinnati il 18 maggio 1991 all'età di 82 anni per un tumore. È sepolto nel settore dei sacerdoti del Gate of Heaven Cemetery di Montgomery, in Ohio. Sebbene sia diventato una figura controversa, la personalità dinamica e l'energia del vescovo Elko fecero molto per la crescita e il riconoscimento della Chiesa greco-cattolica rutena.

## Genealogia episcopale e successione apostolica
La genealogia episcopale è:
- Cardinale Scipione Rebiba
- Cardinale Giulio Antonio Santori
- Cardinale Girolamo Bernerio, O.P.
- Arcivescovo Galeazzo Sanvitale
- Cardinale Ludovico Ludovisi
- Cardinale Luigi Caetani
- Cardinale Ulderico Carpegna
- Cardinale Paluzzo Paluzzi Altieri degli Albertoni
- Papa Benedetto XIII
- Papa Benedetto XIV
- Papa Clemente XIII
- Cardinale Marcantonio Colonna
- Cardinale Giacinto Sigismondo Gerdil, B.
- Cardinale Giulio Maria della Somaglia
- Cardinale Carlo Odescalchi, S.I.
- Cardinale Costantino Patrizi Naro
- Cardinale Lucido Maria Parocchi
- Papa Pio X
- Papa Benedetto XV
- Papa Pio XII
- Cardinale Eugène-Gabriel-Gervais-Laurent Tisserant
- Arcivescovo Nicholas Thomas Elko

La successione apostolica è:
- Arcivescovo Stephen John Kocisko (1956)